# Campanha das Ilhas Aleutas
A Campanha das Ilhas Aleutas foi lutada nas Ilhas Aleutas, no Alasca, como parte dos combates no teatro de operações do Pacífico durante a Segunda Guerra Mundial, que começou em 3 de junho de 1942 e terminou em 15 de agosto de 1943. Uma pequena força japonesa ocupou a pequena ilha de Attu e Kiska, mas o isolamento geográfico da ilha e as difíceis condições do tempo e do terreno fez com que demorasse um ano para o Exército dos Estados Unidos expulsasse o inimigo da região. O valor estratégico da ilha era sua habilidade para controlar as rotas do Grande Círculo do Pacífico. Esse controle sobre as rotas do pacífico foi porque o General Billy Mitchell falou para o Congresso em 1935: "Eu acredito que no futuro, quem controlar o Alasca irá controlar o mundo. Eu acho que é o lugar mais importante, estrategicamente falando, no mundo". Os japoneses pensaram que controlando as Aleutas poderia evitar um possível ataque Norte-Americano ao norte do Pacífico. Ao mesmo tempo, os Estados Unidos achavam que os japoneses poderiam usar a ilha como base para um ataque a Costa Oeste.
A batalha é lembrada como a "Batalha Esquecida", devido a ela ter acontecido ao mesmo tempo da Campanha de Guadalcanal. Muitos historiadores do passado acreditavam que o ataque japonês foi feito apenas para distrair os americanos da batalha que acontecia em Midway a fim de chamar atenção da Frota Americana em Pearl Harbor e foi de fato lançada ao mesmo tempo e sob o mesmo comando do Almirante Isoroku Yamamoto. Contudo os historiadores Jonathan Parshall e Anthony Tully discutiram essa interpretação, falando que a invasão japonesa as Aleutas foi feita para proteger o flanco do Império e não para distrair.

## Fotos da Campanha

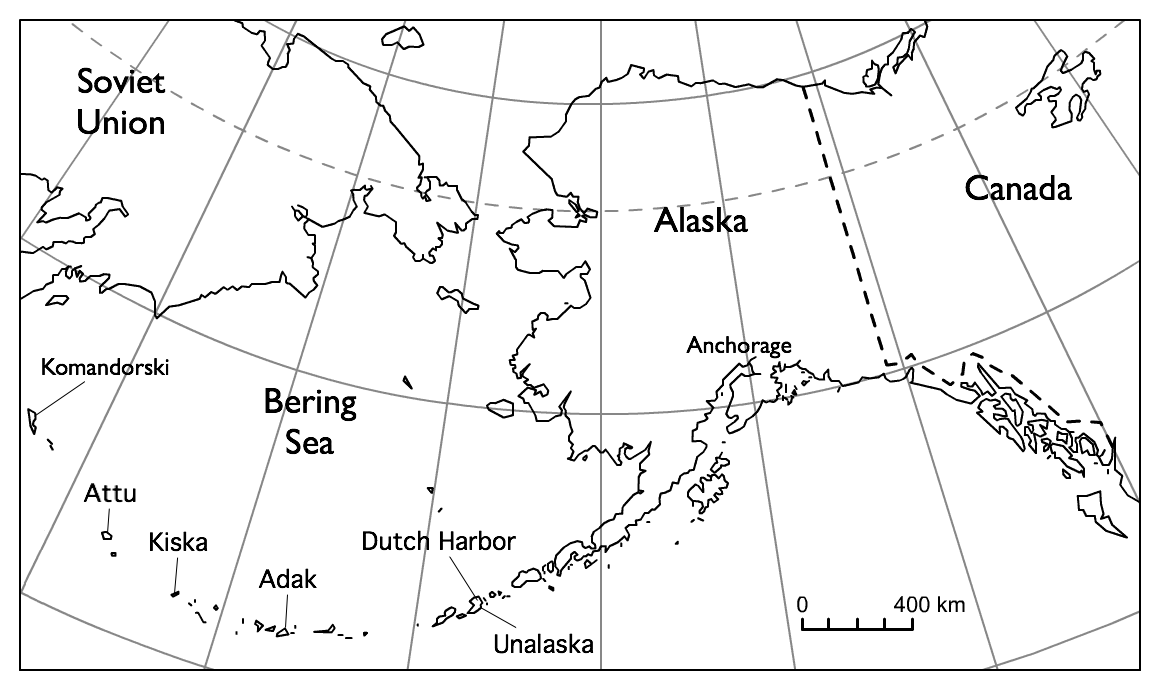
Mapa das Ilhas Aleutas em 1942.
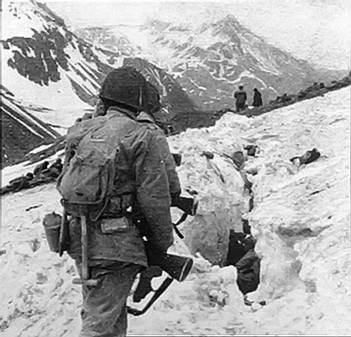
Tropas Americanas enfrentando a neve e o gelo durante a Batalha de Attu em maio de 1943.
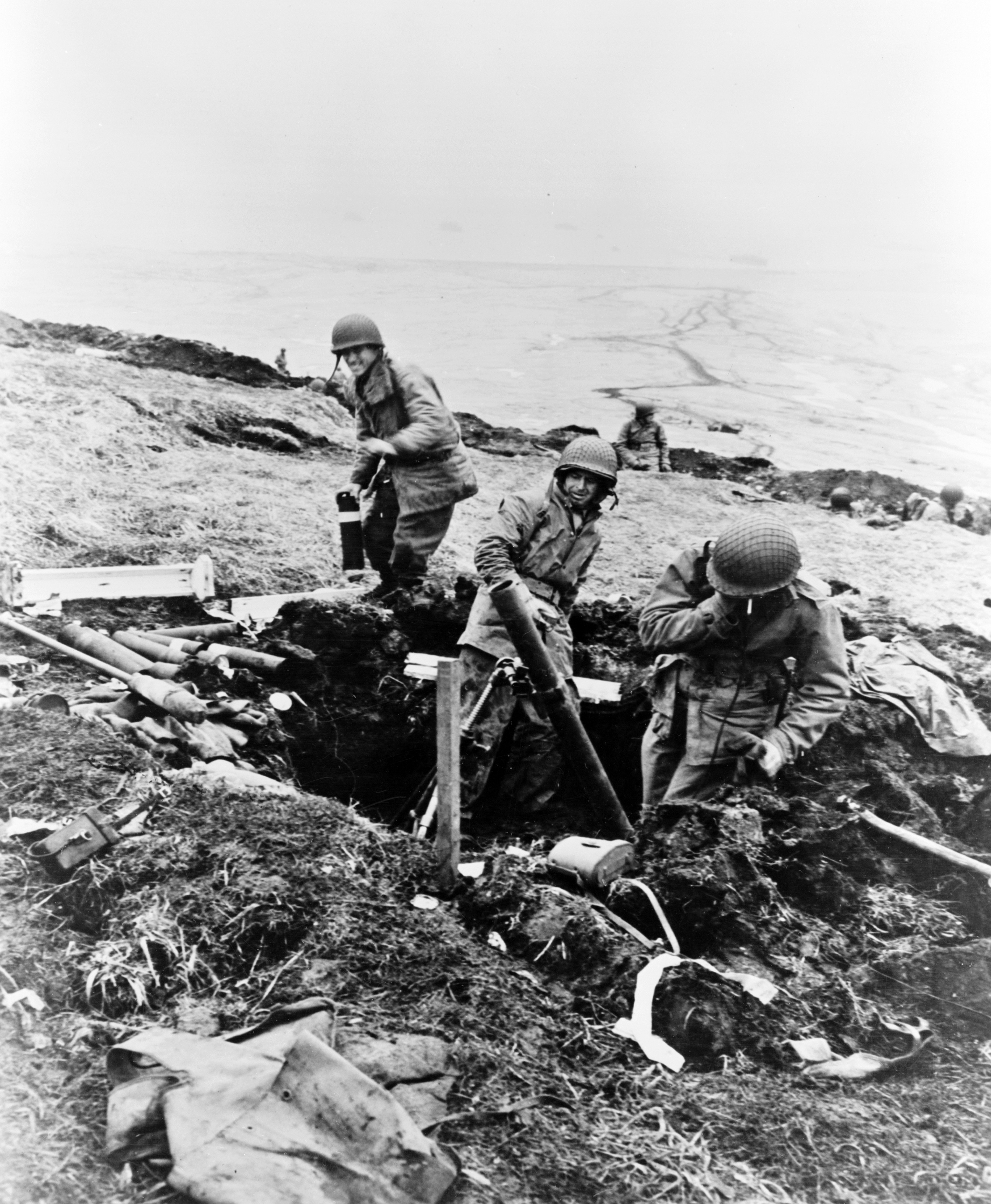
Soldados americanos com um morteiro em Attu.
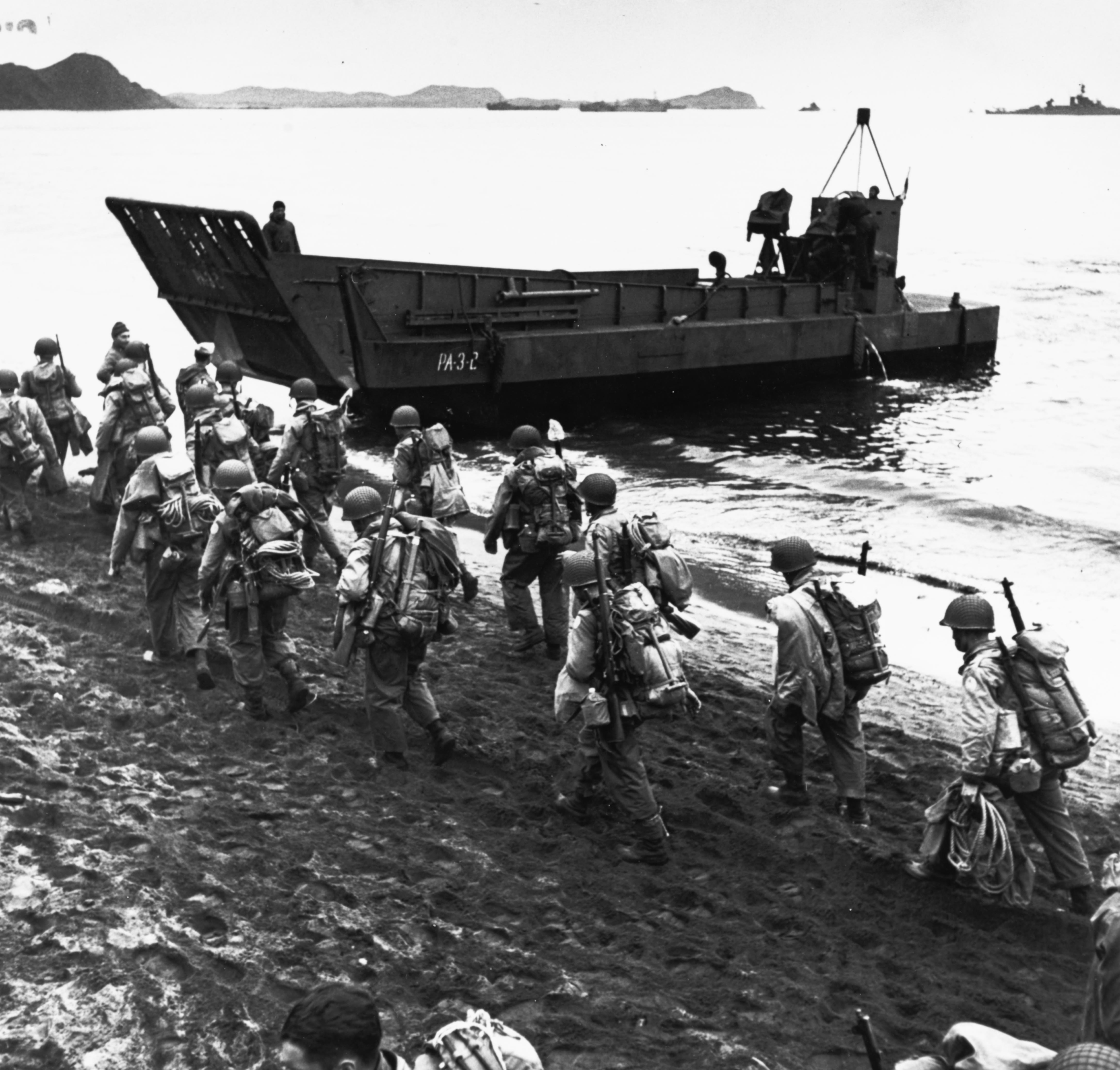
Fuzileiros americanos desembarcando em Kiska, em agosto de 1943.